# Wielkie Rychnowo
Wielkie Rychnowo – wieś w Polsce położona w województwie kujawsko-pomorskim, w powiecie golubsko-dobrzyńskim, w gminie Kowalewo Pomorskie.

## Podział administracyjny
Do 1954 roku miejscowość była siedzibą gminy Wielkie Rychnowo. W latach 1975–1998 miejscowość administracyjnie należała do województwa toruńskiego.

## Demografia
Według Narodowego Spisu Powszechnego (III 2011 r.) wieś liczyła 702 mieszkańców. Jest drugą co do wielkości miejscowością gminy Kowalewo Pomorskie.

## Straż Pożarna
We wsi znajduje się jednostka Ochotniczej Straży Pożarnej działająca od 1911 roku.